# Peter Philips
Peter Philips, spesso citato anche come Phillipps, Phillips, Pierre Philippe, Pietro Philippi e Petrus Philippus, (1560 circa – Bruxelles, 1628), è stato un compositore e organista inglese esiliato nelle Fiandre.
Fu uno dei più grandi virtuosi di strumenti a tastiera del suo tempo e realizzò la trascrizione per quegli strumenti di molti mottetti e madrigali di compositori come Orlando di Lasso, Palestrina e Giulio Caccini. Alcune delle sue composizioni per strumenti a tastiera sono presenti sul Fitzwilliam Virginal Book. Compose anche molti corali di musica sacra.

## Biografia
Philips nacque nel 1560 o nel 1561, probabilmente nel Devonshire o a Londra. Dal 1572 al 1578 fu cantore nel coro di voci bianche della St Paul's Cathedral di Londra, alle dipendenze di Sebastian Westcote (m. 1582), che aveva avuto fra i suoi coristi anche William Byrd circa venti anni prima. Philips deve aver avuto un rapporto molto forte con il suo maestro, visto che alloggiò nella sua casa fino alla morte di quest'ultimo e divenne poi suo erede.
Lo stesso anno 1582 Philips lasciò l'Inghilterra, come molti altri in ragione della sua appartenenza alla religione cattolica, e si fermò brevemente nelle Fiandre prima di trasferirsi a Roma, dove rimase per tre anni, entrando al servizio del cardinale Alessandro Farnese (1520–1589). Nel contempo fu organista alla chiesa del Collegio Romano. Fu lì che nel febbraio 1585 incontrò un altro esiliato cattolico, il barone Thomas Paget (c.1544-1590). Philips entrò al suo servizio come musicista ed i due lasciarono Roma nel marzo 1585, viaggiando per diversi anni fra Genova, Madrid, Parigi, Bruxelles e Anversa, dove Paget morì nel 1590.
Philips si stabilì ad Anversa, dove si sposò e condusse un'esistenza precaria insegnando a suonare il virginale ai bambini. Nel 1593 si trasferì ad Amsterdam "per vedere ed ascoltare un uomo eccellente delle sue facoltà", senza dubbio Jan Pieterszoon Sweelinck la cui fama era ormai ampia da lungo tempo. Sulla strada del ritorno, Philips venne denunciato da un connazionale per complicità in un complotto contro la vita della regina Elisabetta, ed egli fu temporaneamente imprigionato a L'Aia, dove probabilmente compose la pavana e gagliarda Doloroso (Fitzwilliam Virginal Book nn. LXXX e LXXXI). Philips tradusse le accuse mosse contro di lui durante il suo processo, rivelando che avrebbe potuto da allora parlare l'olandese. Venne assolto e rilasciato senza ulteriori oneri.
La fortuna di Philips ebbe una svolta al suo ritorno, e nel 1597 venne nominato organista a Bruxelles presso la cappella di Alberto d'Austria che era stato nominato governatore dei Paesi Bassi nel 1595. Qui, dopo la morte della moglie e dei figli, venne ordinato prete nel 1601 o nel 1609 secondo le diverse fonti; in ogni caso, egli ricevette una canonica a Soignies nel 1610, ed un'altra a Béthune nel 1622 o 1623. Vista la sua posizione a corte ebbe modo di incontrare i più famosi musicisti del tempo come Girolamo Frescobaldi, che visitò i Paesi Bassi nel 1607-1608, ed il suo connazionale John Bull, che aveva lasciato l'Inghilterra in quanto accusato di adulterio. Il suo collega più vicino fu comunque Peeter Cornet (c. 1575-1633), organista dell'arciduchessa Isabella, moglie dell'arciduca per il quale lavorava Philips.
Morì nel 1628, probabilmente a Bruxelles, visto che venne tumulato in quella città.

## Opere
Philips fu un compositore estremamente prolifico: i suoi mottetti a noi pervenuti sono centinaia ed egli compose anche musica strumentale e per consort di strumenti. I suoi pezzi per strumenti a tastiera sono nella tradizione della scuola virginalistica inglese, ma i suoi lavori corali, anche se occasionalmente presentano caratteristiche della musica inglese, sono ampiamente nello stile conservatore del compositore italiano contemporaneo Giovanni Croce.
- Opere presenti nel Fitzwilliam Virginal Book:

Il più antico pezzo conosciuto di Philips è una pavana datata 1580 presente nel Fitzwilliam Virginal Book (no. LXXXV). Essa ha l'annotazione: La prima scritta da Philips, basata su di una magnifica serie di variazioni di Jan Pieterszoon Sweelinck, intitolata Pavana Philippi, ed altre di Thomas Morley e John Dowland. Dei 27 pezzi noti di Philips (escludendo quelli dubbiosamente attribuiti) per strumenti a tastiera – pavane, gagliarde, fantasie e pezzi di maestri italiani – non meno di diciannove sono compresi nella stessa collezione. Il probabile compilatore del Fitzwilliam Virginal Book, Francis Tregian il giovane, un cattolico, quasi certamente conosceva Philips: entrambi erano alla corte di Bruxelles nel 1603, e Tregian potrebbe essere stato colui il quale ho importato le opere di Philips in Inghilterra. La pavana Doloroso (no. LXXX) sembra dedicata a Tregian, portando il titolo Pauana Doloroso. Treg[ian], e vi è anche una Pavana Pagget con la sua gagliarda, datata 1590 e senza dubbio scritta in occasione della morte del suo mecenate, Lord Thomas Paget. Molti dei pezzi sono opere di compositori italiani, ed in alcuni dei pezzi il nome Philips è scritto alla moda fiamminga: Peeter suggerendo che l'estensore – probabilmente lo stesso Tregian – abbia copiato da manoscritti continentali.
- Altre opere:

1591: L'editore di Philips ad Anversa, Pierre Phalèse il giovane (1550–1629), stampò la sua collezione di madrigali intitolata Melodia Olympica, seguita da altre edizioni nel 1594 e 1611.

1596: Primo Libro de Madrigali a sei voci.

1598: Altro libro di madrigali ad otto voci.

1603: Altro libro di madrigali a sei voci.

1612: Primo gruppo di Cantiones Sacrae per cinque voci, stampato da Phalèse.

1613: Secondo libro di Cantiones Sacrae Octonis Vocibus per doppio coro e otto voci.

1613: Gemmulae Sacrae Binis et Ternis Vocibus cum Basso Continuo Organum.

1615: 3 Trios (senza strumentazione) L'Institution Harmonique di Salomon De Caus, Francoforte sul Meno
1616: Les Rossignols spirituels, arrangiamento a due e quattro voci di canzoni popolari con versi adattati di inni i latino e francese.

1616: Deliciae sacrae binis et ternis vocibus cum basso continuo organum.

1623: Litanies to Loreto.

1628: Paradisus sacris cantionibus consitus, una, duabus et tribus vocibus decantantis.

## Collezioni
- Fitzwilliam Virginal Book, J.A. Fuller Maitland and W. Barclay Squire, Dover Publications, New York 1963. SBN 486-21068-5.
- Eight Keyboard Pieces by Peter Philips: A collection of all Philips' known music for keyboard instruments contained in sources other than the Fitzwilliam Virginal Book. John Harley (ed.). Stainer & Bell, London 1995.
- Complete Keyboard Music. David J Smith (ed.). Stainer & Bell, London 1999.
- Cantiones Sacrae Octonis Vocibus (1613). Musica Britannica vol. 61. John Steele (ed.). Stainer & Bell, London 1992.
- Select Italian Madrigals. Musica Britannica vol. 29. John Steele (ed.). Stainer & Bell, London 1985.

## Discografia
- Paradisus Sacris Cantionibus. Currende Vocal Ensemble. Accent ACC 8862
- Consort Music. The Parley of Instruments. Hyperion CDA 66240
- Keyboard Music. Paul Nicholson. Hyperion CDA 66734
- Harpsichord Music. Emer Buckley. Harmonis Mundi HMC 901263
- The English Exile. Colin Booth. Soundboard. SBCD 992
- Cantiones Sacrae Quinis Vocibus. The Sarum Consort. Gaudeamus 217
- Cantiones Sacrae Quinis Vocibus. The Tudor Consort. Naxos 8.55056
- Complete Keyboard Works Vol 1. Siegbert Rampe.  MDG 341 1257-2
- Complete Keyboard Works Vol 2. Siegbert Rampe.  MDG 341 1435-2
- Motets et Madrigaux Cappella Mediterranea Leonardo García Alarcón AMBRONAY AMY015